# SimLife
SimLife: The Genetic Playground é um videogame produzido pela Maxis em 1992. O  objetivo do jogo é criar e simular um ecossistema; os jogadores podem modificar a genética dos seres vivos que habitam o mundo virtual. O objetivo do jogo é criar um ecossistema autossustentável. O jogo foi relançado em 1993 como parte do Volume 1 da compilação SimClassics, junto com SimCity Classic e SimAnt para PC, Mac e Amiga.

## Desenvolvimento

SimLife em um Windows Vista

Os produtores de SimLife também referem ao jogo como "The Genetic Playground". Os jogadores explorar a interação de formas de vida e ambientes. Os jogadores podem manipular a genética de plantas e animais para determinar se essas espécies poderiam sobreviver nos vários ambientes da Terra. Os jogadores também podem criar novos mundos com ambientes distintos para ver como certas espécies se comportam dentro deles.
SimLife dá aos jogadores as habilidades de:
- Criar e modificar mundos.
- Criar e modificar plantas e animais a nível genético.
- Projetar ambientes e ecossistemas.
- Estudar a genética em ação.
- Simular e controlar a evolução.
- Mudar a física do planetar.

## Recepção
A Computer Gaming World em 1993 elogiouo jogo, afirmando que "Ao preencher a lacuna entre entretenimento e educação, SL traz a fascinante ciência da genética a qualquer pessoa interessada". O Games Finder deu ao SimLife uma pontuação de 7 de 10.
Em 1993, SimLife recebeu o prêmio Codie da Software Publishers Association de Melhor Simulação.